# KHL All-Star Game 2012

Außenansicht der Arēna Rīga

Die vierte Austragung des All-Star Game der Kontinentalen Hockey-Liga (russisch Матч Всех Звёзд Континентальной Хоккейной Лиги) fand am 21. Januar 2012 in der Arena Riga in Riga statt. Team Fjodorow setzte sich mit 15:11 gegen Team Ozoliņš durch.

## Format

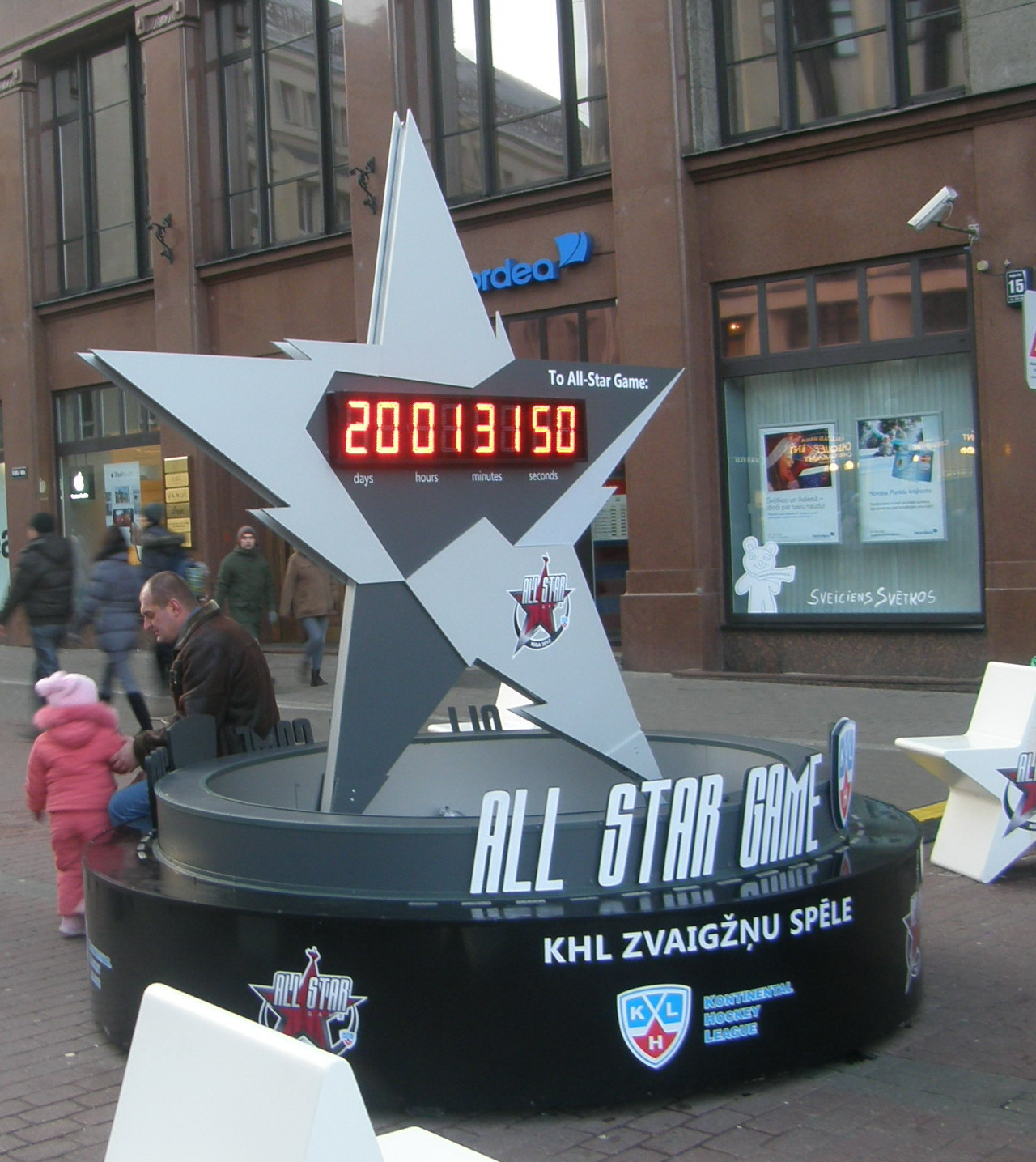
Countdown für das All-Star Game in Riga

Beim All-Star Game 2012 traf wie im Vorjahr eine Auswahl von Spielern der West-Konferenz auf eine Auswahl von Spielern der Ost-Konferenz. Die Mannschaftskapitäne waren der Lette Sandis Ozoliņš von Dinamo Riga (für die Auswahl der West-Konferenz) und der Russe Sergei Fjodorow vom HK Metallurg Magnitogorsk (für die Auswahl der Ost-Konferenz).
Vor dem eigentlichen All-Star-Game fand die KHL All-Star Skills Competition statt, in der die Spieler in verschiedenen Kategorien gegeneinander antraten und ihre Fähigkeiten unter Beweis stellten. Einen Tag vor dem eigentlichen All-Star Game fand ein Spiel ehemaliger Eishockeystars statt.

## Auswahl der Teilnehmer
Jedes der beiden Teams bestand aus zwei Torhütern, sechs Verteidigern und neun Stürmern. Die sechs Spieler, welche jeweils die Startformation ihrer Teams bildeten, wurden über die Webseite der KHL von den Fans selbst ausgewählt. Die restlichen Spieler pro Team wurden von Medienvertretern und der Ligenleitung der KHL ausgewählt.

### Mannschaftskader
Die Teamkapitäne:
| Team Ozoliņš (Team West)             | Team Fjodorow (Team Ost)                            |
| ------------------------------------ | --------------------------------------------------- |
| - F – Sandis Ozoliņš (Dinamo Riga) C | - F – Sergei Fjodorow (HK Metallurg Magnitogorsk) C |

Die Fans wählten folgende Startformationen aus:
| Team Ozoliņš (Team West) | Team Fjodorow (Team Ost) |
| --- | --- |
| - F – Miķelis Rēdlihs (Dinamo Riga) - F – Wadim Schipatschow (Sewerstal Tscherepowez) - F – Zbyněk Irgl (HK Dinamo Minsk) - D – Jere Karalahti (HK Dinamo Minsk) - D – Maxim Tschudinow (Sewerstal Tscherepowez) - G – Konstantin Barulin (Atlant Mytischtschi) | - F – Jewgeni Kusnezow (HK Traktor Tscheljabinsk) - F – Aljaksej Kaljuschny (HK Awangard Omsk) - F – Jakub Petružálek (Amur Chabarowsk) - D – Ilja Nikulin (Ak Bars Kasan) - D – Mikko Mäenpää (Amur Chabarowsk) - G – Michail Birjukow (HK Jugra Chanty-Mansijsk) |

Durch Medienvertreter und die KHL-Ligenleitung wurden folgende Spieler nominiert:
| Team Jágr (Team West) | Team Jaschin (Team Ost) |
| --- | --- |
| - G – Chris Holt (Dinamo Riga) - D – Dmitri Kalinin (SKA Sankt Petersburg) - D – Janne Niskala (Atlant Mytischtschi) - D – Kirill Kolzow (SKA Sankt Petersburg) - D – Karel Pilař (HC Lev Poprad) - F – Sergei Schirokow (HK ZSKA Moskau) - F – Tony Mårtensson (SKA Sankt Petersburg) - F – Michail Anissin (Witjas Tschechow) - F – Nikolai Scherdew (Atlant Mytischtschi) - F – Mārtiņš Karsums (Dinamo Riga) - F – Wjatscheslaw Koslow (OHK Dynamo) Trainer: - Miloš Říha (SKA Sankt Petersburg) - Oļegs Znaroks (OHK Dynamo) | - G – Michael Garnett (HK Traktor Tscheljabinsk) - D – Kevin Dallman (Barys Astana) - D – Alexander Rjasanzew (HK Traktor Tscheljabinsk) - D – Witali Proschkin (Salawat Julajew Ufa) - D – Jewgeni Medwedew (Ak Bars Kasan) - F – Alexander Radulow (Salawat Julajew Ufa) - F – Wladimir Tarassenko (HK Sibir Nowosibirsk) - F – Roman Červenka (HK Awangard Omsk) - F – Sergei Mosjakin (HK Metallurg Magnitogorsk) - F – Brandon Bochenski (Barys Astana) - F – Alexander Frolow (HK Awangard Omsk) Trainer: - Waleri Beloussow (HK Traktor Tscheljabinsk) - Hannu Jortikka (Amur Chabarowsk) |

### Spielstatistik
Das vierte KHL All-Star Game fand am 21. Januar 2012 in der Arena Riga in Riga statt. Das Spiel sahen insgesamt 10.950 Zuschauer. Die Auswahl der Ost-Konferenz um Sergei Fjodorow besiegte die von Sandis Ozoliņš angeführte Auswahl der West-Konferenz in einem äußerst torreichen Spiel mit 15:11.
|            | Team       | Torschütze (Assists)                      | Zeitpunkt  |            |
| 1. Drittel | 1. Drittel | 1. Drittel                                | 1. Drittel | 1. Drittel |
| ---------- | ---------- | ----------------------------------------- | ---------- | ---------- |
| 1-0        | Ozoliņš    | Mārtiņš Karsums (Niskala)                 | 09:15      |            |
| 1-1        | Fjodorow   | Alexander Rjasanzew (Mosjakin, Bochenski) | 09:36      |            |
| 2-1        | Ozoliņš    | Wadim Schipatschow (Ozoliņš, Rēdlihs)     | 13:30      |            |
| 3-1        | Ozoliņš    | Wadim Schipatschow (Ozoliņš)              | 13:59      |            |
| 3-2        | Fjodorow   | Alexander Radulow                         | 15:02      |            |
| 3-3        | Fjodorow   | Aljaksej Kaljuschny (Frolow, Červenka)    | 17:39      |            |
| 4-3        | Ozoliņš    | Sergei Schirokow (Mårtensson, Scherdew)   | 19:35      |            |
| 2. Drittel |            |                                           |            |            |
| 5-3        | Ozoliņš    | Michail Anissin (Koslow)                  | 22:12      |            |
| 5-4        | Fjodorow   | Roman Červenka (Dallman, Proschkin)       | 25:53      |            |
| 6-4        | Ozoliņš    | Michail Anissin (Karsums)                 | 27:48      |            |
| 6-5        | Fjodorow   | Jewgeni Kusnezow                          | 31:08      |            |
| 7-5        | Ozoliņš    | Zbyněk Irgl (Koslow)                      | 32:44      |            |
| 7-6        | Fjodorow   | Ilja Nikulin (Petružálek, Kusnezow)       | 34:38      |            |
| 8-6        | Ozoliņš    | Michail Anissin (Koslow)                  | 35:25      |            |
| 8-7        | Fjodorow   | Aljaksej Kaljuschny (Garnett, Frolow)     | 36:17      |            |
| 8-8        | Fjodorow   | Brandon Bochenski (Radulow)               | 37:34      |            |
| 3. Drittel |            |                                           |            |            |
| 8-9        | Fjodorow   | Roman Červenka (Tarassenko, Frolow)       | 42:18      |            |
| 8-10       | Fjodorow   | Alexander Rjasanzew (Bochenski, Mosjakin) | 44:19      |            |
| 8-11       | Fjodorow   | Brandon Bochenski (Medwedew, Mosjakin)    | 44:36      |            |
| 8-12       | Fjodorow   | Brandon Bochenski (Radulow, Medwedew)     | 44:51      |            |
| 9-12       | Ozoliņš    | Kirill Kolzow (Koslow, Kalinin)           | 47:43      |            |
| 10-12      | Ozoliņš    | Sergei Schirokow (Kolzow, Mårtensson)     | 51:19      |            |
| 10-13      | Fjodorow   | Jakub Petružálek (Mäenpää)                | 51:31      |            |
| 10-14      | Fjodorow   | Wladimir Tarassenko (Červenka)            | 54:48      |            |
| 11-14      | Ozoliņš    | Sandis Ozoliņš                            | 58:22      |            |
| 11-15      | Fjodorow   | Jewgeni Medwedew                          | 59:56      |            |